# Cor de Groot (wielrenner)
Cor de Groot (Amsterdam, 29 juli 1920) is een voormalig Nederlands wielrenner.
De Groot was lid van de Amsterdamse wielervereniging Le Champion. Hij behaalde twee profzeges: de Acht van Chaam op 14 juli 1940 en Het criterium van Breda op 1 juni 1941. In 1941 werd De Groot als een grote rondenrenner en de meest regelmatige wielrenner gezien.